# Pseudocyclops steinitzi
Pseudocyclops steinitzi is een eenoogkreeftjessoort uit de familie van de Pseudocyclopidae. De wetenschappelijke naam van de soort is voor het eerst geldig gepubliceerd in 1968 door Por.